# Argilly
Argilly ist eine französische Gemeinde mit 540 Einwohnern (Stand 1. Januar 2022) im Département Côte-d’Or in der Region Bourgogne-Franche-Comté; sie gehört zum Arrondissement Beaune und zum Kanton Nuits-Saint-Georges. Das Gemeindegebiet wird vom Fluss Meuzin durchquert.

## Bevölkerungsentwicklung
| Jahr                       | 1962 | 1968 | 1975 | 1982 | 1990 | 1999 | 2006 | 2014 |
| Einwohner                  | 228  | 265  | 266  | 333  | 420  | 423  | 444  | 477  |
| Quellen: Cassini und INSEE |      |      |      |      |      |      |      |      |

## Persönlichkeiten
- Hugo V. (1294–1315), Herzog von Burgund, in Argilly gestorben
- Johanna I. (1326–1360), Gräfin von Auvergne und Boulogne, Königin von Frankreich, in Argilly gestorben

## Weblinks

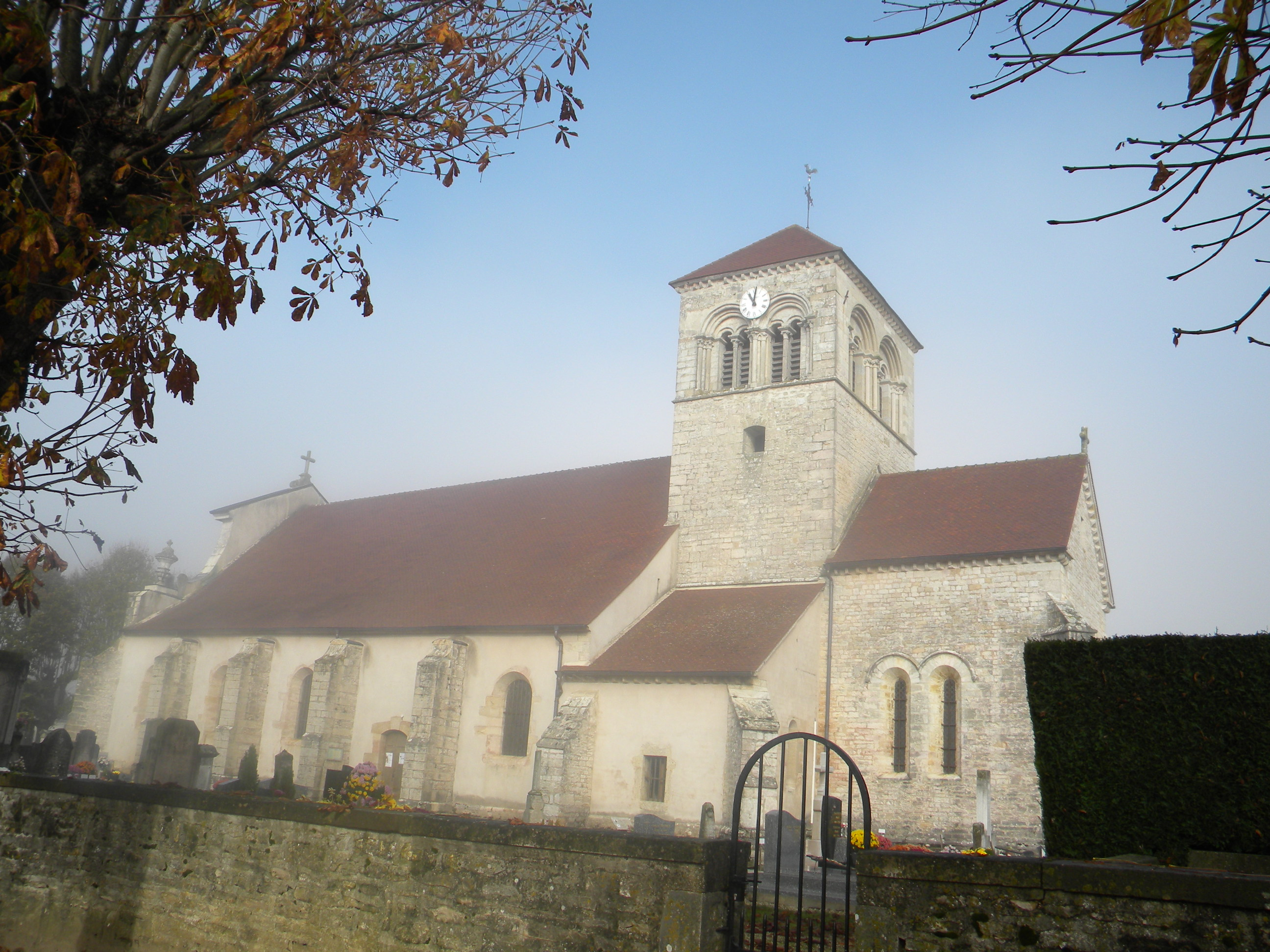
Himmelfahrts-Kirche in Argilly